# Jean de Macque
Jean de Macque (Giovanni de Macque, parfois di Macque), né vers 1550 à Valenciennes et mort en septembre 1614, est un compositeur franco-flamand de la fin de la Renaissance et du début de la période baroque qui a effectué l'essentiel de sa carrière en Italie et est fondateur de l'école napolitaine.

## Biographie
Né à Valenciennes, le Flamand de Macque est un élève de Philippe de Monte à Vienne.
Il s'établit à Rome en 1574 et a passé la majeure partie de sa vie en Italie. Il y est d'abord actif comme compositeur de madrigaux, puis en tant qu'organiste à Saint-Louis des Français de 1580 à 1581. Il y fréquente Marenzio, Nanino et Palestrina. 
En 1585 environ, il s'installe à Naples et participe à l'Académie du père de Gesualdo, Don Fabrizio avec notamment Fabrizio Dentice, Rocco Rodio, Scipione Stella. De cette période date les deux premiers livres de madrigaux. On le retrouve organiste à la Santa Casa dell'Annunziata en 1590, puis pour la chapelle du Vice-Roi d'Espagne où il exerce comme compositeur et maître de chapelle plus tard (1599).
Ses œuvres romaines font preuve d'une grande maîtrise formelle et contrapuntique, typique de l'école flamande, mais d'une grande réserve expressive ou conservateurs et certains dans le style populaire. En revanche la période napolitaine est « un vrai feu d'artifice d'invention de toutes sortes, confinant parfois à la bizarrerie. » C'est ce que porte en titre certaines pièces : Stravaganze, extravagance de formules bizarres, richement colorées.
« De Maque fut en effet le vrai fondateur de cette école napolitaine dans ce qu'elle a de plus caractéristique ». Trabaci, Mayone, Andrea Falconieri, Francesco Lambardi et Luigi Rossi ont été de ses disciples, et il influença considérablement ces compositeurs.

## Œuvres
Vocale
- Madrigaletti et napolitane a sei voci (Rome, deux livres 1581 et 1582)
- Primo libro de madrigali a quattro voci (Naples, 1586)
- Secondo libro de madrigali a cinque voci (1587)
- Terzo libro de madrigali a cinque voci (1597 chez Baldini)
- Il sesto libro de madrigali a cinque voci (Venise, 1613)

Instrumentale
- Prima gagliarda
- Seconda gagliarda
- Capriccietto
- Canzona alla Francesa
- Seconda canzon
- Capriccio sopra ré, fa, mi, sol
- Consonanze stravaganti
- Seconde Stravaganze
- Durezze e Ligature
- Toccata a modo di trompetas[4]
- Partite sopra Ruggiero di Gio: Macque[5]. Il s'agit de la première apparition du thème traité au clavier[6].
- Série de Ricercare [7]

## Discographie
- Napolli barocco : Giovanni de Maque et Giovanni Salvatore - Michèle Dévérité, clavecin (26-29 juin 1999, Arion ARN 68476)[8] (OCLC 48117030)
- L’école de clavier à la cour de Gesualdo - Fabio Antonio Falcone, clavecin et virginal (4-6 juillet 2013, Brilliant Classics) (OCLC 905840472). Outre une dizaine de pièces de De Maque, se succède des œuvres de Scipione Stella, Francesco Lambardo, Giovanni Maria Trabaci, Hippolito Tartaglino, Rinaldo dall'Arpa et Carlo Gesualdo.
- Œuvres pour orgue - Liuwe Tamminga, orgue Lorenzo da Prato (1471) de la Basilique San Petronio à Bologne (mai 1996, Accent ACC 96115 D) (OCLC 811453709). De Maque en alternance avec des œuvres de Palestrina mais aussi de Scipione Stella, Rinaldo dall'Arpa, Filippo de Monte.
- The Harp of Luduvico - Andrew Lawrence-King, harpe (18-20 février 1991, Hyperion CDH55264) (OCLC 27022862). Trois pièces de De Macque – dont la Toccata a modo di tompetas – interprétées à la harpe, instrument fort populaire à Naples[9].

## Liens contextuels
- Madrigal
- Clavecin
- École napolitaine de musique